# Quốc ca Cộng hòa Adygea
Quốc ca Cộng hòa Adygea (tiếng Adyghe: Адыгэ Республикэм и Гимн, Adygæ Respublikæm i Gimn; tiếng Nga: Государственный гимн Республики Адыгея, Gosudarstvennyj gimn Respubliki Adygeja) là một trong những biểu tượng quốc gia của Cộng hòa Adygea, một chủ thể liên bang của Nga, cùng với quốc kỳ và quốc huy. Lời được viết bởi Iskhak Mashbash và nhạc được sáng tác bởi Umar Tkhabisimov. Bài quốc ca được chấp nhận bởi Hội đồng tối cao Adygea vào ngày 25 tháng 3 năm 1992. Đây là một trong những quyết định đầu tiên bởi quốc hội nước cộng hòa sau sự sụp đổ của Liên Xô.

## Lời

### Tiếng Adyghe
| Ký tự Cyrill | Latinh hóa | Chuyển tự IPA |
| I Тихэгъэгу кlасэу тигупсэр Адыгэ чlыгушъ, терэl. Зы бын-унагъоу лъэпкъыбэр Щызэгурыlоу щэрэl. Жъыу: Шlум факlу, лъыкlуат, Республикэу тиунэ дах. Егъэхъу, зыlат, 𝄆 Республикэу тигугъэ лъаг – Уилъэпкъы хъишъэр фэlуат. 𝄇 II Дунаим ичlыпlэ шlагъор Нахьыжъмэ тэ къытфыхах, Ахэмэ ялlыгъэ-шlагъэ Лlэшlэгъумэ къызэlэпах. Жъыу III Хьазабмэ уахэмытыжьэу Уитыгъэ нэфи ушъхьащыт. Россием зыкlэ ущыщэу Ащ гукlи ущышъхьафит. Жъыу IV Тэ тыщыlэфэ – егъашlэмъ – Тичlыгоу тыгур щlэщт. Тиуашъуи, тыгъи бэгъашlэ Тфэхъоу тикlасэу тиlэщт. Жъыу | I Tixæghægu khasæu tigupsær Adygæ čhyguŝ, teræh, Zy byn-unaghou łæpqybær Śyzæguryhou śæræh. Eźu: Šhum fakhu, łykhuat, Respublikæu tiunæ dax. Eghæxhu, zyhat, 𝄆 Respublikæu tigughæ łag – Uiłæpqy xhiŝær fæhuat. 𝄇 II Dunaim ičhyphæ šhaghor Naħyẑmæ tæ qytfyxax, Axæmæ jalhyghæ-šhaghæ Lhæšhæghumæ qyxæhæpax. Eźu III Ħazabmæ uaxæmytyźæu Uityghæ næfi uŝħaśyt. Rossiem zykhæ uśyśæu Aś gukhi uśyŝħafit. Eźu IV Tæ tyśyhæfæ – eghašhæm – Tičhygou tygur śhæśt. Tiuaŝui, tyghi bæghašhæ Tfæxhou tikhasæu tihæśt. Eźu | 1 [tixaʁaɡʷ tʃʼaːsaw tiɡʷəpsar] [aːdəɣa tʂʼəgʷəʂ ǀ tajraʔ ‖] [zə bən wənaːʁʷaw ɬapqəbar] [ɕəzaɡʷərəʔʷaw ɕaraʔ ‖] [jaʑʷ] [ʃʷʼəm faːkʷʼ ǀ ɬəkʷʼaːt ǀ] [rʲespublikaw tiwəna daːx ‖] [jaʁaχʷ ǀ zəʔaːt ǀ] 𝄆 [rʲespublikaw tigʷəʁa ɬaːɣ ǀ] [wiɬapqə χiʂar faʔwaːt ‖] 𝄇 2 [dunaːjəm jətʂʼəp'a ʃʼaːʁʷar] [naːħəʐma ta qətfəxaːx ǀ] [aːxama jaːɬʼəʁa ʃʼaːʁa] [ɬʼaʃʼaːʁʷəma qəzaʔapaːx ‖] [jaʑʷ] 3 [ħaːzaːbma waːxamətəʑaw] [witəʁa nafəj wəʂhaːɕət ‖] [rʷasːijam zətʃ'a wəɕəɕaw] [aɕ gʷətʃ'əj wəɕəʂhaːfit ‖] [jaʑʷ] 4 [ta təɕəʔafa ǀ jaʁaːʃ'am ǀ] [titʂ'əgʷaw təgʷər ɕ'aɕt ‖] [tiwaːʂʷi ǀ təʁəj baʁaːʃ'a] [tfaχʷaw titʃ'aːsaw tiʔaɕt ‖] [jaʑʷ] |

### Tiếng Nga
| Ký tự Cyrill | Latinh hóa | Chuyển tự IPA |
| I Славься, живи, Адыгея, Милая сердцу страна. Наши народы согрела Добрым согласьем она. Припев: Солнечный край, Республика — наш общий дом. Крылья взметай, 𝄆 Республика, крепни трудом, Светлая наша мечта. 𝄇 II Предками выбрано было Дивное место для нас, Мужество, мудрость и силу Дал нам от дедов Кавказ. Припев III Гордо с душою свободной, Вместе с Россией иди, Солнце твоё над тобою, Бури невзгод позади. Припев IV Небо родное и нивы Будут навеки в сердцах, Будут для нас, пока живы, В нашей судьбе и делах. Припев | I Slavjsja, živi, Adygeja, Milaja serdcu strana. Naši narody sogrela Dobrym soglasjem ona. Pripev: Solnečnyj kraj, Respublika — naš obšcij dom. Kryljja vzmetaj, 𝄆 Respublika, krepni trudom, Svetlaja naša mečta. 𝄇 II Predkami vybrano bylo Divnoje mesto dlja nas, Mužestvo, mudrostj i silu Dal nam ot dedov Kavkaz. Pripev III Gordo s dušoju svobodnoj, Vmeste s Rossijej idi, Solnce tvojo nad toboju, Buri nevzgod pozadi. Pripev IV Nebo rodnoje i nivy Budut naveki v serdcah, Budut dlja nas, poka živy, V našej sudjbe i delah. Pripev | I [ˈslafʲsʲə \| ʐɨˈvʲi \| ɐdɨˈɡʲejə \|] [ˈmʲiləjə ˈsʲert͡sʊ strɐˈna ‖] [ˈnaʂɨ nɐˈrodɨ sɐˈɡrʲelə] [ˈdobrɨm sɐˈɡlasʲjɪm ɐˈna ‖] [prʲɪˈpʲef] [solnʲɪt͡ɕnɨj ˈkraj \|] [rʲɪsˈpublʲɪkə \| ˈnaʂ ˈopɕːɪj ˈdom ‖] [krɨlʲjə vzmʲɪˈtaj \|] 𝄆 [rʲɪsˈpublʲɪkə \| ˈkrʲepnʲɪ trʊˈdom \|] [svʲetləjə ˈnaʂə mʲɪt͡ɕˈta ‖] 𝄇 II [ˈprʲetkəmʲɪ ˈvɨbrənə ˈbɨlə] [ˈdʲivnəjə ˈmʲestə dlʲɪ ˈnas \|] [ˈmuʐɨstvə \| ˈmudrəsʲtʲ ˈi ˈsʲilʊ] [ˈdal ˈnam ɐd‿ˈdʲedəf kɐfˈkas ‖] [prʲɪˈpʲef] III [ˈgordə z‿dʊˈʂojʊ svɐbˈodnəj \|] [ˈvmʲesʲtʲɪ s‿rɐˈsʲijɪj ɪˈdʲi \|] [ˈsont͡sɪ tvɐˈjɵ nət‿tɐˈbojʊ \|] [ˈburʲɪ nʲɪvzˈɡot pəzɐˈdʲi ‖] [prʲɪˈpʲef] IV [ˈnʲebə rɐdˈnojə ˈi ˈnʲivɨ] [ˈbudʊt nɐˈvʲekʲɪ f‿sʲɪrˈt͡sax \|] [ˈbudʊt dlʲɪ ˈnas \| pɐˈka ˈʐɨvɨ \|] [v‿ˈnaʂɨj sʊdʲˈbʲe ˈi dʲɪˈlax ‖] [prʲɪˈpʲef] |

### Tiếng Việt
Adygea - Tổ quốc kính yêu trong tim ta
Là linh hồn của chúng ta - Người sẽ trường tồn mãi mãi.
Với cuộc sống hòa thuận
Một đại gia đình đoàn kết.

Điệp khúc:
Cùng nhau tiến đến những điều tốt đẹp, cùng tiến xa hơn.
Nước cộng hòa - ngôi nhà chung hạnh phúc của chúng ta.
Dang rộng đôi cánh của mình,
||: Nước cộng hòa - giấc mơ cao đẹp của chúng ta
Vinh quang cho người dân của đất nước.:||

Ở nơi đẹp nhất của thế giới
Cha ông đã chọn cho chúng ta,
Với can đảm và sức mạnh
Được ban cho bởi tổ tiên Kavkaz chúng ta.

Điệp khúc

Tất cả khó khăn sẽ ở lại phía sau
Mặt trời sẽ luôn tỏa sáng trên đầu Người.
Người - một phần không thể tách rời của nước Nga quang vinh
Trái tim ta sẽ mãi tự do.

Điệp khúc

Khi nào chúng ta còn sống -
Trái Đất này sẽ mãi trong tim ta.
Sẽ vĩnh cửu cho chúng ta
Cả mặt trời và bầu trời xanh của quê hương ta.

Điệp khúc

## Phương tiện
- Anthem of the Republic of Adygea (Adyghe vocal) Lưu trữ ngày 24 tháng 2 năm 2012 tại Wayback Machine
- Anthem of the Republic of Adygea (Russian vocal) Lưu trữ ngày 10 tháng 2 năm 2012 tại Wayback Machine
- Anthem of the Republic of Adygeya (music only)[liên kết hỏng]